# Changsha
Changsha (chiń. upr. 长沙; chiń. trad. 長沙; pinyin Chángshā) – miasto o statusie prefektury miejskiej w Chinach, ośrodek administracyjny prowincji Hunan, port nad rzeką Xiang Jiang (uchodzi do jeziora Dongting Hu).

## Historia
W I tysiącleciu p.n.e. obszar ten był centrum południowej części państwa Chu. Miasto początkowo nosiło nazwę Qingyang. Za czasów dyanstii Qin (221-207 p.n.e.) miasto stało się ważnym punktem dla wypraw Qin do prowincji Guangdong. Miasto zmieniło nazwę na Changsha w 589 r., kiedy stało się siedzibą administracyjną prefektury Tan. W tym czasie straciło jednak na znaczeniu, ponieważ ruch z Guangdong został w większości przekierowany w górę doliny rzeki Gan Jiang w Jiangxi.  Po upadku dynastii Tang (618-907), miasto stało się stolicą niezależnego państwa Chu (927-951). Następnie miasto zostało włączone do dynastii Song (960-1279). W latach 750-1100, gdy Changsha stała się ważnym miastem handlowym, populacja tego obszaru wzrosła dziesięciokrotnie. Od 1664 r. było stolicą Hunanu i stało się jednym z głównych rynków ryżu w Chinach. Podczas powstania  tajpingów miasto było oblegane przez powstańców (1854), ale nigdy nie upadło; następnie stało się główną bazą do stłumienia powstania.
Na początku XX wieku mieszkała tu niewielka grupa kupców i misjonarzy z Zachodu.
Do końca lat 70. XX wieku przyjeżdżały tu tłumy osób, by zobaczyć stolicę prowincji Hunan, skąd pochodził przewodniczący Mao Zedong.

## Geografia
- Południowa Góra Heng (Hengshannan, zwana też Nanyue), jedna z chińskich 5 gór świętych
- Wulingyuan (Zhangjiajie, zwane „chińskim Yellowstone”), duży rezerwat przyrody, leży 350 km na zachód od Changsha. Wpisany na listę światowego dziedzictwa UNESCO.

## Gospodarka
Ośrodek szkolnictwa wyższego, przemysłu bawełnianego, spożywczego, elektrotechnicznego, hutniczego i maszynowego oraz hafciarstwa.

## Zabytki
- Świątynia Lushan ma podobno ponad 1700 lat. Z pawilonu z czasów dynastii Qing na szczycie wzgórza rozciąga się wspaniały widok.

## Atrakcje

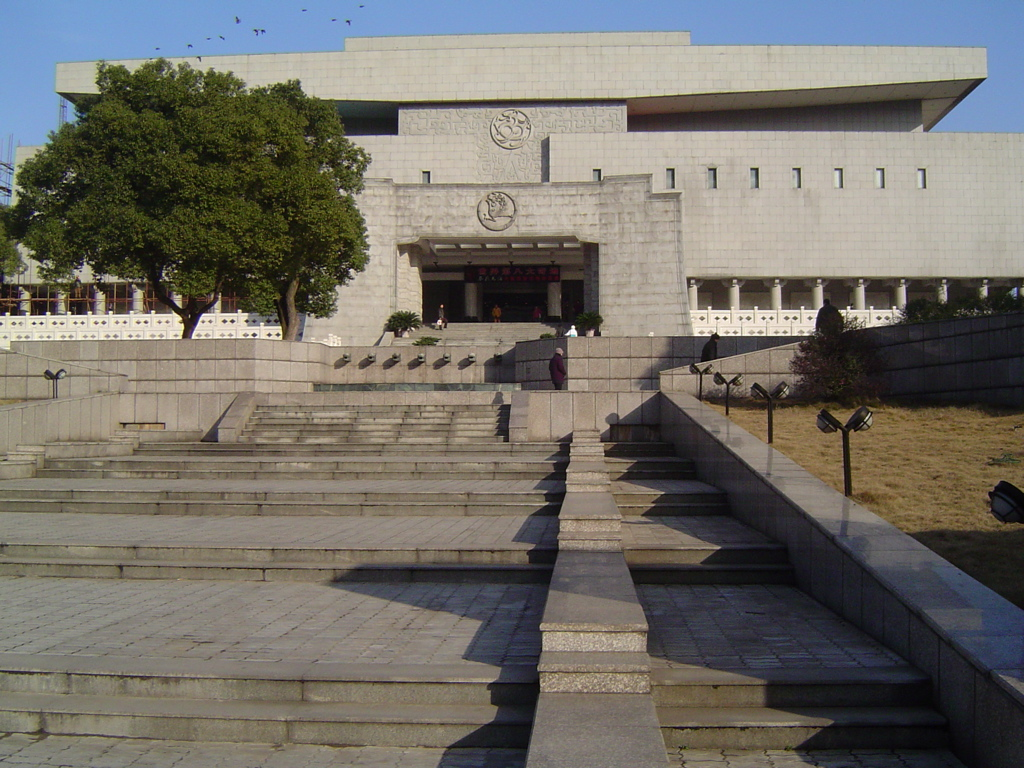
Muzeum prowincji Hunan w Changsha

- Muzeum Prowincji Hunan – największą[4] część ekspozycji stanowią eksponaty pochodzące z pobliskiego stanowiska archeologicznego znanego jako grobowce z Mawangdui. Na znaleziska datowane na okres od III wiek p.n.e. – I wiek n.e. hafty jedwabne, lustro z brązu, manuskrypty spisane na jedwabiu.
- Ośrodek Szkolenia Nauczycieli (Diyishifan) – pierwszy taki ośrodek w prowincji, gdzie kształcił się Mao Zedong
- Muzeum Towarzysza Mao (Mao Zedong Tongzhi Jinianguana)
- Rekonstrukcja latarni morskiej na Faros (jeden ze starożytnych cudów świata)

## Współpraca
Miejscowości partnerskie:
- Arezzo, Włochy
- Augsburg, Niemcy
- Fryburg, Szwajcaria
- Gumi, Korea Południowa
- Kagoshima, Japonia
- Kimberley, RPA
- Latenapula, Sri Lanka
- Mons, Belgia
- Puluolua, Nowa Zelandia
- Saint Paul, Stany Zjednoczone